# Clytie seifersi
Clytie seifersi är en fjärilsart som beskrevs av M.Gaede 1933. Clytie seifersi ingår i släktet Clytie och familjen nattflyn. Inga underarter finns listade i Catalogue of Life.